# Nikitscher Tamás
Nikitscher Tamás (Zalaegerszeg, 1999. november 3. –)  magyar válogatott labdarúgó, a spanyol élvonalbeli Real Valladolid játékosa.

## Pályafutása

### Klubcsapatokban

#### Pályafutásának kezdete, majd Kecskemét
Pályafutását a DVSC csapatában kezdte, ahol többnyire a tartalékcsapatban szerepelt. A 2020–2021-es idényben az akkor az NB II-ben szereplő DEAC játékosa volt kölcsönben, majd Makón szerepelt egy idényen át. 2022 januárjában igazolt a másodosztályú Pécshez. Alapembere lett a mecsekaljai klubnak, 37 NB II-es bajnokin lépett pályára a csapat színeiben. 2023 januárjában pedig az élvonalbeli Kecskeméti TE szertződtette. Itt 14 NB I-es találkozón játszott a szezon hátralevő részében a végül ezüstérmet szerző KTE-ben, és teljesítményével osztrák, illetve francia klubok érdeklődését is felkeltette. A következő szezont megelőző nyári felkészülés során keresztszalag-szakadást szenvedett. 2024 tavaszán tudott újra edzésbe állni, majd ismét meghatározó játékosa lett a KTE-nek, teljesítményével pedig Marco Rossi szövetségi kapitány figyelmét is felhívta.

#### Real Valladolid
2025. január 29-én a spanyol  élvonalban szereplő Real Valladolid szerződtette, Nikitscher pedig három és fél évre szóló szerződést írt alá új klubjával.
Február 1-jén mutatkozott be a La Ligában, a Villarreal vendégeként elszenvedett 5–1-es mérkőzésen a 71. percben Stanko Jurić cseréjeként pályára lépve. A következő fordulóban kezdőként végigjátszotta a Rayo Vallecano ellen idegenben 1–0-ra elvesztett bajnokit.

### A válogatottban
A magyar válogatottban 2024. szeptember 7-én, a németek ellen 5–0-ra elveszített Nemzetek Ligája-mérkőzésen mutatkozott be a Merkur Spiel-Arenában. Nagy Ádám helyett állt be csereként a 82. percben. A három nappal később rendezett bosnyákok elleni 0–0-s hazai mérkőzésen a kezdőcsapat tagjaként végigjátszotta a találkozót.

## Statisztika

### Klubcsapatokban
2025. augusztus 15-i állapot szerint.
| Klub                       | Szezon         | Bajnokság      | Bajnokság | Bajnokság | Kupa  | Kupa  | Nemzetközi | Nemzetközi | Egyéb | Egyéb | Összes | Összes |
| Klub                       | Szezon         | Liga           | Mérk.     | Gólok     | Mérk. | Gólok | Mérk.      | Gólok      | Mérk. | Gólok | Mérk.  | Gólok  |
| -------------------------- | -------------- | -------------- | --------- | --------- | ----- | ----- | ---------- | ---------- | ----- | ----- | ------ | ------ |
| Debreceni VSC              | 2018–19        | NB I           | —         | —         | 1     | 0     | —          | —          | —     | —     | 1      | 0      |
| Debreceni EAC (kölcsönben) | 2020–21        | NB II          | 23        | 1         | 1     | 0     | —          | —          | —     | —     | 24     | 1      |
| Makó                       | 2021–22        | NB III         | 16        | 3         | —     | —     | —          | —          | —     | —     | 16     | 3      |
| Pécsi MFC                  | 2021–22        | NB II          | 18        | 1         | —     | —     | —          | —          | —     | —     | 18     | 1      |
| Pécsi MFC                  | 2022–23        | NB II          | 19        | 1         | 1     | 0     | —          | —          | —     | —     | 20     | 1      |
| Pécsi MFC                  | Összesen       | Összesen       | 37        | 2         | 1     | 0     | —          | —          | —     | —     | 38     | 2      |
| Kecskeméti TE              | 2022–23        | NB I           | 14        | 0         | —     | —     | —          | —          | —     | —     | 14     | 0      |
| Kecskeméti TE              | 2023–24        | NB I           | 6         | 1         | —     | —     | —          | —          | —     | —     | 6      | 1      |
| Kecskeméti TE              | 2024–25        | NB I           | 17        | 2         | 2     | 0     | —          | —          | —     | —     | 19     | 2      |
| Kecskeméti TE              | Összesen       | Összesen       | 37        | 3         | 2     | 0     | —          | —          | —     | —     | 39     | 3      |
| Real Valladolid            | 2024–25        | La Liga        | 13        | 0         | —     | —     | —          | —          | —     | —     | 13     | 0      |
| Real Valladolid            | 2025–26        | La Liga 2      | 1         | 0         | —     | —     | —          | —          | —     | —     | 1      | 0      |
| Real Valladolid            | Összesen       | Összesen       | 14        | 0         | —     | —     | —          | —          | —     | —     | 14     | 0      |
| Teljes karrier             | Teljes karrier | Teljes karrier | 127       | 9         | 5     | 0     | —          | —          | —     | —     | 132    | 9      |

Jegyzetek
1. ↑  Magában foglalja a magyar kupában való pályára lépéseit.

### A válogatottban
| Magyarország | Magyarország | Magyarország |
| Év           | Mérk.        | Gólok        |
| ------------ | ------------ | ------------ |
| 2024         | 6            | 0            |
| 2025         | 3            | 0            |
| Összesen     | 9            | 0            |

### Mérkőzései a válogatottban
| Magyarország | Magyarország         | Magyarország                    | Magyarország        | Magyarország | Magyarország        | Magyarország    | Magyarország | Magyarország |
| #            | Dátum                | Helyszín                        | Hazai               | Eredmény     | Vendég              | Kiírás          | Gólok        | Esemény      |
| ------------ | -------------------- | ------------------------------- | ------------------- | ------------ | ------------------- | --------------- | ------------ | ------------ |
| 1.           | 2024. szeptember 7.  | Düsseldorf, Merkur Spiel-Arena  | Németország         | 5 – 0        | Magyarország        | Nemzetek Ligája | -            | 82'          |
| 2.           | 2024. szeptember 10. | Budapest, Puskás Aréna          | Magyarország        | 0 – 0        | Bosznia-Hercegovina | Nemzetek Ligája | -            |              |
| 3.           | 2024. október 11.    | Budapest, Puskás Aréna          | Magyarország        | 1 – 1        | Hollandia           | Nemzetek Ligája | -            |              |
| 4.           | 2024. október 14.    | Zenica, Bilino Polje Stadion    | Bosznia-Hercegovina | 0 – 2        | Magyarország        | Nemzetek Ligája | -            |              |
| 5.           | 2024. november 16.   | Johan Cruijff Arena, Amszterdam | Hollandia           | 4 – 0        | Magyarország        | Nemzetek Ligája | -            |              |
| 6.           | 2024. november 19.   | Budapest, Puskás Aréna          | Magyarország        | 1 – 1        | Németország         | Nemzetek Ligája | -            | 65'          |
| 7.           | 2025. március 20.    | Isztambul, Rams Park            | Törökország         | 3 – 1        | Magyarország        | Nemzetek Ligája | -            | 90+2'        |
| 8.           | 2025. március 23.    | Budapest, Puskás Aréna          | Magyarország        | 0 – 3        | Törökország         | Nemzetek Ligája | -            | a szünetben  |
| 9.           | 2025. június 6.      | Budapest, Puskás Aréna          | Magyarország        | 0 – 2        | Svédország          | barátságos      | -            | 79'          |
|              | Összesen             |                                 |                     | 9            | mérkőzés            |                 | 0            | gól          |

## Sikerei, díjai
Kecskemét
- Magyar labdarúgó-bajnokság ezüstérmes: 2022–23[15]